# Paul Wilson (labdarúgó)
Paul Wilson (Bangalore, India, 1950. november 23. – 2017. szeptember 18.) válogatott skót labdarúgó, középpályás.

## Pályafutása
1967 és 1978 között a Celtic labdarúgója volt, ahol öt-öt bajnokságot és skót kupa-győzelmet ért el a csapattal.
1975-ben egy alkalommal szerepelt a skót válogatottban.

## Sikerei, díjai
Celtic
- Skót bajnokság
  - bajnok (5): 1970–71, 1971–74, 1972–73, 1973–74, 1970–77
- Skót kupa
  - győztes (5): 1971, 1972, 1974, 1975, 1977